# Artista del popolo dell'Unione Sovietica
La qualifica di artista del popolo dell'Unione Sovietica o di artista nazionale dell'URSS, altrimenti detto "artista del popolo dell'Unione delle Repubbliche Socialiste Sovietiche" era un titolo onorifico attribuito ai cittadini dell'Unione Sovietica. Il termine è usato per definire due categorie di onorificenza: una connessa con le arti visive (Народный художник СССР), l'altra connessa con le arti sceniche (Народный артист СССР).
L'onorificenza è stata conferita per la prima volta nel settembre 1936. Sino alla caduta dell'URSS nel 1991, 1007 persone sono state decorate con questo titolo. Le ultime ad averlo ottenuto sono Alla Pugačëva e Oleg Jankovskij.
A partire dal 1967 per premiare architetti o urbanisti che si fossero distinti nei rispettivi campi d'azione fu istituita una onorificenza specifica, quella di architetto del popolo dell'Unione Sovietica.
Nel 1989 l'onorificenza venne conferita eccezionalmente a uno straniero: il cantante tedesco Dieter Bohlen.